# Pseudoeurycea smithi
Pseudoeurycea smithi är en groddjursart som först beskrevs av Taylor 1939.  Pseudoeurycea smithi ingår i släktet Pseudoeurycea och familjen lunglösa salamandrar. IUCN kategoriserar arten globalt som akut hotad. Inga underarter finns listade i Catalogue of Life.